# أي ساتو
أي ساتو (باليابانية: さとうあい) هي مؤدية صوت وممثلة يابانية، ولدت في 12 فبراير 1955 في طوكيو في اليابان.

## أعمال

### مسلسلات
- باتي والأصدقاء

## وصلات خارجية
- أي ساتو على موقع IMDb (الإنجليزية)
- أي ساتو على موقع قاعدة بيانات الفيلم (الإنجليزية)
- أي ساتو على موقع كينوبويسك (الروسية)
- أي ساتو على موقع ANN person (الإنجليزية)